# 雲陽站 (京畿道)
雲陽站（：／ Unyang yeok */?）是金浦都市輕軌沿線的一座地下車站，位於韓國京畿道金浦市雲陽洞。

## 車站結構
站體為2面2線側式月台的地下車站，設有出口4處。

### 月台配置
| 場基 ↑     |
| \| 上      |
| ↓ 傑浦北邊 |

| 月台 | 路線          | 目的地       |
| ---- | ------------- | ------------ |
| 上行 | ●金浦都市鐵道 | 陽村方向     |
| 下行 | ●金浦都市鐵道 | 金浦機場方向 |

## 歷史
- 2019年9月28日：落成啟用。

## 車站周邊
- 毛潭公園
- 金浦漢江野生鳥類生態公園
- 金浦第一高校
- 金浦教育支援廳

## 相鄰車站
金浦都市鐵道
●金浦都市鐵道
場基（G103）－雲陽（G104）－傑浦北邊（G105）